# هارون شاكافا
هارون شاكافا (بالإنجليزية: Haron Shakava)‏ (26 نوفمبر 1992 بكينيا - ) هو لاعب كرة قدم كيني في مركز الدفاع. شارك مع منتخب كينيا لكرة القدم. أما مع النوادي، فقد لعب مع نادي غور مايا وKakamega Homeboyz F.C. ‏.

## وصلات خارجية
- هارون شاكافا على موقع قاعدة بيانات كرة القدم.إي يو (الإنجليزية)
- هارون شاكافا على موقع ناشيونال فوتبول تيمز (الإنجليزية)
- هارون شاكافا على موقع Soccerway.com (الإنجليزية)